# Anacamptodes sanctissima
Anacamptodes sanctissima är en fjärilsart som beskrevs av Barnes och Mcdunnough 1916. Anacamptodes sanctissima ingår i släktet Anacamptodes och familjen mätare. Inga underarter finns listade i Catalogue of Life.